# Nokia N73

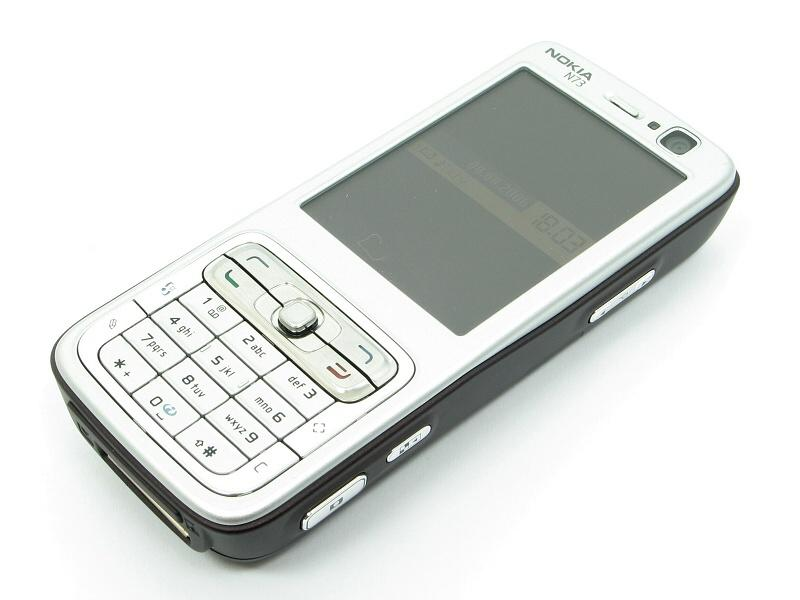
Telefonul Nokia N73

Nokia N73 este un smartphone produs de compania finlandeză Nokia și descris ca un "calculator multimedia". A fost anunțat în aprilie 2006 și pus în vânzare în august 2006

## Caracteristici
| Tip                             | Specificație                                                                                                |
| ------------------------------- | --- |
| Greutate                        | 116g |
| Dimensiuni                      | 110 x 49 x 19 mm                                                                                            |
| Durata de viață a bateriei      | Vorbire: Peste 6 ore                                                                                        |
| Tip Baterie                     | Li-Ion 1100 mAh (BP-6M )                                                                                    |
| 3G                              | 384 kbps |
| Display                         | Tip: TFT (Color TFT/TFD) Colors: 256 k (18-bit) Mărime: 240 x 320 pixeli, 4.8 cm 2.4                        |
| Platforma / OS                  | Symbian 9.1 + S60 Ediția a 3-a                                                                              |
| Memorie                         | 42 MB Intern , 64 Mb RAM , Card Slot : miniSD                                                               |
| Capacitate carte de telefon     | Nelimitiat + PhotoCall                                                                                      |
| Limbi multiple                  | Da |
| Vibrație                        | Da |
| Bluetooth                       | 2.0 + A2DP                                                                                                  |
| USB                             | 2.0 Pop-Port                                                                                                |
| Apelare vocală                  | Da |
| Browser Web                     | WAP 2.0/xHTML, HTML                                                                                         |
| Predictive Text Entry           | Da, T9. |
| Slot card de memorie            | Tip card: miniSD                                                                                            |
| MMS                             | Da |
| Redare muzică                   | Formate suportate: MP3/WMA/WAV/RA/AAC/M4A                                                                   |
| Redare video                    | Formate suportate: WMV/RV/MP4/3GP                                                                           |
| Radio FM                        | Da |
| Cameră                          | Primara: 3.15 MP, 2048x1536 pixels, Carl Zeiss optics, autofocus, LED flash / Secundara: Apel Video         |
| Alte Facilitati Ale Telefonului | Video download / Organizer / Printing / Document viewer (Word, Excel, PowerPoint, PDF) / Photo/video editor |